# David Hearn
David Hearn is een Canadese golfprofessional die op de Amerikaanse PGA Tour speelt.
Hearn studeerde aan de University of Wyoming waar hij college golf speelde. He maakte deel uit van het Canedese team dat  in 2001 de Four Nations Cup won. Als amateur was hij lid van de Brantford Golf & Country Club.

## Professional
Hearn werd eind 2001 professional. In 2002 speelde hij op de Canadese Tour waar hij Rookie of the Year werd. Hij speelde daarna op de Nationwide Tour en de Canadese Tour en won in 2004 twee toernooien. 
In 2005 en 2008 speelde hij twee dagen van het US Open, maar in 2013 speelde hij vier rondes en eindigde hij op de T21ste plaats. In juni 2013 kwamen Hearn en Zach Johnson in de John Deere Classic in de play-off die op de 5de extra hole met een par gewonnen werd door Jordan Spieth. Hij klom op tot de 132ste plaats van de wereldranglijst.

### Gewonnen
Canadese Tour
- 2004: Times Colonist Open

Nationwide Tour
- 2004: Alberta Classic (-15)